# Dysphania numanaria
Dysphania numanaria är en fjärilsart som beskrevs av Achille Guenée 1858. Dysphania numanaria ingår i släktet Dysphania och familjen mätare. Inga underarter finns listade i Catalogue of Life.